# Antirrhinum valentinum
Antirrhinum valentinum là một loài thực vật có hoa trong họ Mã đề. Loài này được Font Quer mô tả khoa học đầu tiên năm 1926.